# SBK Records
SBK Records foi uma gravadora dos EUA, fundada em 1980.

## Artistas
- Vanilla Ice
- Jon Secada
- Selena
- Technotronic
- Wilson Phillips